# Przyny
Przyny – wieś kociewska w Polsce położona w województwie kujawsko-pomorskim, w powiecie świeckim, w gminie Nowe. Miejscowość wchodzi w skład sołectwa Rychława.
Do 1954 roku w granicach miasta Nowe.
We wsi był przystanek kolejowy Przyny.
W latach 1975–1998 miejscowość należała administracyjnie do województwa bydgoskiego.